# Тольд, Шэйн
Шэйн Мэтью Тольд (англ. Shane Matthew Told; род 13 февраля 1981 в Скарборо, Торонто, Онтарио, Канада) — вокалист канадской пост-хардкор группы Silverstein.

## Биография
Родился 13 февраля 1981 в Скарборо (Онтарио). В настоящее время живет в Торонто. В 10 лет он услышал Чёрный Альбом. Он почувствовал связь и ему начало казаться, что слышал его миллион раз. Он начал играть на гитаре, брать уроки. Позже ему уже подарили электрогитару. Он учился в средней школе Уайт-Оукс в Оквилле, а затем поступил в 2000 году в университет Гвельфа по классам музыки, генетики и молекулярной биологии, но отказался от учебы в апреле 2003 года, чтобы посвятить время музыке. Он создал свою первую панк-рок группу, Jerk Circus; которая репетировала в подвале дома родителей Шейна. Группа получает некоторый успех среди местной аудитории, с его первого альбома Never Mind the Suburbs 2001 года, за которым последовал EP Everything Is a Travesty with You в 2002 году. Группа распалась в конце года, потому что участники хотели разойтись по своим проектам. Шейн был одним из основателей Silverstein в возрасте 19 лет, в 2000 году.
Изначально группа состояла из четырех человек, а именно: Шэйн Тольд (Вокал, бас-гитара), Ричард МакУолтер (соло-гитара), Джош Бредфорд (ритм-гитара) и Пол Кёлер (барабаны). В таком составе группа выпустила первый EP — Summer's Stellar Gaze 27 августа 2000 года. Позже, из группы уходит Ричард МакУолтер. Но потом к группе присоединяются басист Билл Хэмилтон и гитарист Нейл Бошарт. В таком составе группа записала второй EP — When The Shadows Beam, который был выпущен 26 апреля 2002 года. 20 мая 2003 года группа выпускает дебютный альбом на лейбле Victory Records — When Broken Is Easily Fixed. На песни «Smashed Into Pieces» и «Giving Up» вышли клипы. В 2005 году выходит второй альбом Discovering The Waterfront. Были выпущены клипы на песни «Smile In Your Sleep», «My Heroine», «Discovering The Waterfront».
В конце года Шэйн объявляет, что он создал свой собственный лейбл под названием Verona Records. Первый контракт заключен с группой Онтарио под названием Dead and Divine. В том же году он стал приглашенным вокалистом в песне «Pictures Of You» группы No Assembly Required. В мае 2006 года Silverstein выпускает сборник 18 Candles: The Early Years, с песнями из первых двух EP, акустические версии песен My Heroine и Call It Carma, записи с концертов песен Discovering The Waterfront, Defend You, Bleeds No More и ремикс на Smile In Your Sleep. В 2007 году вышел четвертый альбом Arrivals & Departures. Однако, после хорошего дебюта в чартах, альбом не смог повторить успех предыдущей работы и для многих поклонников это остается разочарованием. Шейн частично объяснил этот факт, сказав, что одним из факторов, которые привели к тому, что он не повторил результат Discovering the Waterfront, был выбор продюсера (Марк Тромбино). Запись в Лос-Анджелесе была источником постоянного отвлечения для группы, и Тромбино хотел закончить записи с очень плотными ритмами, создавая довольно негативную атмосферу.
В 2009 году группа вернулась в студию, чтобы записать концептуальный альбом A Shipwreck In The Sand. В отличие от предыдущего альбома, этот был принят намного лучше критиками и фанатами. Альбом вышел 31 марта 2009 года и продался в количестве 17,000 тысяч копий в первую неделю и занял 33 строчку в чарте Billboard. В июле 2010 вышел концертный альбом Decade (Live at the El Mocambo). В этом же году группа поменяла лейбл с Victory на Hopeless. Шэйн объяснил это тем, что у Hopeless более похожие взгляды с группой, чем у Victory, добавив, что Victory это больше похоже на корпорацию, которая заинтересована в количестве проданных копий, чем в музыке.
В декабре 2010 выходит первый EP с этого лейбла — Transitions, которые позже войдут в будущий альбом — Rescue. Альбом вышел 24 апреля 2011 года, и занял 37 строчку в чарте Billboard с продажами 11,060 тысяч копий в первую неделю.
В 2012 году выходит последний альбом с участием гитариста Нила Бошарта — Short Songs. После чего, в конце 2012 покинул группу и его заменил Пол Марк Руссо.
В начале 2013 выходит последний альбом с лейбла Hopeless, но первый с участием нового гитариста — This Is How The Wind Shifts. Релиз занял 59 строчку в чарте Billboard 200 с продажами в 8,925 тысяч копий в первую неделю.

## Личная жизнь
Шейн 175 см роста и его любимый цвет — синий. Его отец всю жизнь работал в Дюпоне, а мать — домохозяйкой. Он говорил о своем подростковом возрасте как о спокойном и нормальном периоде, когда он ладил со всеми своими одноклассниками, хотя он никогда не заводил настоящую дружбу ни с одним из них. Четыре года он играл в баскетбол.

## Дискография

### Silverstein

#### Альбомы
- When Broken Is Easily Fixed (2003)
- Discovering the Waterfront (2005)
- Arrivals & Departures (2007)
- A Shipwreck And The Sand (2009)
- Rescue (2011)
- Short Songs (2012 года)
- This Is How The Wind Shifts (2013 года)
- I'm Alive In Everything I Touch (2015)
- Dead Reflection (2017)
- A Beautiful Place To Drown (2020)

#### Лайв-альбомы
- Decade (Live at the El Mocambo) (2010)
- LIVE: When Broken 15 Easily Fixed (2015)

#### Сборники
- 18 Candles: The Early Years (2006)
- Redux II (2020)

#### EP
- Summer's Stellar Gaze (2000)
- When The Shadow Beam (2002)
- Transitions (2010)
- Support Your Local Record Store (2011)
- Four Minutes Being Cool (2013)
- Quaranstein (2020)

### Jerk Circus

#### Альбомы
- Never Mind the Suburbs (2001)

#### EP
- Everything Is a Travesty with You (2002)